# Hubert Ferrer
Pour les articles homonymes, voir Ferrer.
Hubert Ferrer (né le 26 janvier 1937 à Alger), est un coureur cycliste français, actif dans les années 1950 et 1960.

## Biographie
Né à Alger en Algérie française, Hubert Ferrer commence le cyclisme en 1954 au Sporting Club Union d'El Biar. Il court ensuite au CC Bab El Oued, avec lequel il obtient plusieurs victoires, dont deux championnats régionaux algériens sur route et un sur piste,. 
Remarqué par sa victoire au championnat de France des militaires en 1959, il passe professionnel l'année suivante au sein de l'équipe Mercier-BP-Hutchinson,. Pendant plusieurs saisons, il remporte divers critériums et participe à quatre éditions du Tour de France. Il a notamment été équipier de Raymond Poulidor, puis de Jan Janssen chez Pelforth-Sauvage-Lejeune. Sa carrière se termine en 1967, avec notamment une troisième place d'étape sur le Tour d'Espagne. 
Une fois retiré du monde cycliste, il a occupé diverses fonctions dans le monde de l'automobile, avant de prendre sa retraite.

## Palmarès

### Palmarès amateur
- 1954
  - 2e du championnat de France débutants
- 1957
  - Champion d'Algérie de poursuite
- 1958
  - Champion d'Algérie sur route
  - Champion d'Algérie de poursuite
- 1959
  -  Champion de France militaire sur route
  - Champion d'Afrique du Nord du contre-la-montre par équipes
  - Champion d'Algérie sur route
  - Champion d'Algérie de poursuite

### Palmarès professionnel
- 1960
  - Grand Prix de Plouay
- 1961
  - 2e du Tour de Champagne
- 1964
  - 2e du Grand Prix de Plouay
- 1965
  - 3e du Tour de l'Hérault
- 1966
  - 3e du Tour de l'Hérault

## Résultats sur les grands tours

### Tour de France
4 participations
- 1960 : abandon (14e étape)
- 1962 : hors délais (14e étape)
- 1964 : 54e
- 1965 : 92e

### Tour d'Espagne
1 participation
- 1967 : 72e